# Lawksawk
Lawksawk és un estat dels estats Shan, a la regió del Myelat, dins l'estat Shan de Myanmar. La capital és la ciutat de Lawksawk, al nord de Taunggyi, que està situada a la riba del riu Zawgy. Té una superfície de 3537 km². Les pagodes del país són nombroses i impressionants. Una d'elles és com una torre i és del període del regne birmà de Pagan. La muntanya principal és el Loi Sanpa de 2.391 m. Els rius principals són el Nam Tu (Myitnge), el Nam Lang, el Nam Et, i el Zawgy. La població és de majoria Shan. L'estat produeix fusta, arròs, taronges, cacauets i minerals superficials. Té com estat subsidiari el de Mongping, a l'est del principat, al limita amb Laikha. Administrà de facto un territori enclavat pertanyent a l'estat de Mongnai.

## Història
Era un principat independent tributari del rei de Birmània, fundat el 1630 amb el nom de Rathawadi. El nom actual és corrupció del birmà Yatsawk ("estar construint") que es diu que li fou donat quan Narapathi Sithu Min va anar allí a construir una pagoda i la va construir mentre sembrava unes llavors. El príncep portava el títol de Saofa o Sawpaw. El 1882 el príncep, revoltat contra el rei de Birmània, fou deposat pel príncep de Yawnghwe, però el 1886 aquest principat no va voler fer la guerra als britànics i la majoria dels estats, que havien format una confederació sota un príncep birmà anomenat Limdin, el van atacar. Llavors el príncep Sao Weng, un dels caps confederats, va recuperar el poder, amb l'ajut del seu pare Hkun Shwe Paik (de la casa reial però que no fou mai príncep). Cinc principats, Laikha, Mongkung, Kehsi Mansam, Mongpan, i Yawnghwe no s'havien unit a la confederació però foren ocupats per les forces del príncep que, via Siam, va arribar a la zona. Únicament la ciutat de Yawnghwe resistia encara a les forces dels confederats dirigides pel príncep Sao Weng i Hkun Shwe Paik. Finalment els britànics van aconseguir establir un destacament britànic a Hlaingdet sota comandament del coronel Stedman del tercer regiment Gurkha; la direcció política fou encomanada a Arthur Heddings Hildebrand auxiliat per James George Scott (conegut per Scott de les muntanyes Shan) i van passar a l'ofensiva el gener de 1887. El 15 de gener de 1887 van guanyar la batalla de Vall de Gegauk i el 19 de gener la del pas de Pyindeik. Els shan atacaven com podien als britànics; a la batalla de Nam Hkon els britànics van tornar a guanyar i el 6 de febrer van arribar a Heho prop dels forts de Kugyo i Bangwe on es van concentrar les forces shan. Els forts van ser ocupats i els shan es van retirar a la ciutat de Lawksawk. Els shan van desenvolupar una tàctica de guerrilla i els seus homes foren coneguts com els Kullas. El 14 d'abril els britànics van atacar Lawksawk des Pwela i Pangtara. Sao Weng es va retirar a Kengtung, d'on també es va haver de retirar. El príncep de Kengtung va acceptar el protectorat britànic, si bé Kengtung no va quedar pacificat totalment fins als 1890. Sao Weng va fugir a la Xina amb els seus seguidors i es va establir a Mong (on va morir el 1896) i el seu principat fou donat el 9 d'octubre de 1887 al senyor Khun Nu de Tam Hpak, un subestat que fou suprimit i integrat dins el principat de Hsatung. Aquest cap va fer molts serveis al britànics i va rebre el principat per recomanació de Sir George Scott, ja que el príncep Sao Weng refusava sotmetre's.
El príncep Khun Nu va morir el 1900 i el va succeir el seu fill Khun Hsok que va morir durant la II guerra mundial (1943) i fou proclamat príncep Khun So que, com els altres prínceps shan va abdicar el 1959. Després fou una de la Repúbliques de la unió d'Estats Shan que constituïren l'Estat Shan, amb vocació d'independència, però part integrant de Myanmar.

### Sawpaw de Lawksawk
- Hkun Sam Lik 1791 - 1811
- On Gaing 1812 - 1813
- Khun Shwe Ek 1813 - 1850
- Vacant 1850 - 1854
- Sao Weng 1854 - 1882
- Ocupat per Yawnghwe 1882-1886
- Sao Weng (segona vegada) 1886 - 1887
- Bo Saing -Regent 1887
- Khun Nu 1887 - 1900
- Khun Hsok 1900 - 1943
- Khun So 1943 - 1959